# Christopher Fettes
 (octobre 2020).
Si vous disposez d'ouvrages ou d'articles de référence ou si vous connaissez des sites web de qualité traitant du thème abordé ici, merci de compléter l'article en donnant les références utiles à sa vérifiabilité et en les liant à la section « Notes et références ».
Christopher Fettes est un enseignant irlandais, né en 1937  à Bromley dans le Kent, connu pour avoir fondé le parti vert irlandais et pour avoir activement participé à l'association végétarienne espérantiste mondiale depuis 1972. 
Il a étudié l'anglais et le français au Trinity College de Dublin et après ses études il a acquis la nationalité irlandaise. Il devint professeur de français, et sa prise de conscience des difficultés à enseigner les langues étrangères l'a poussé à apprendre l'espéranto. Il devient alors un militant actif pour les droits des animaux et la promotion de l'espéranto. En 1969 il devient membre de l'association mondiale d'espéranto et devient trésorier de l'association irlandaise d'espéranto. Dans le même temps il refonde l'organisation irlande anti-vivisection et fonde la Société végétarienne irlandaise en 1978. Entre 1978 et 1984, en marge du congrès mondial d'espéranto, il s'occupe du Internacia Infana Kongreseto (IIK) (un mini-congrès pour les 6-16 ans). Il en devient responsable entre 1988 et 1998 en tant que délégué de l’association mondiale d’espéranto.
Il devient en 1982 le secrétaire européen de l'union végétarienne internationale et président de l'association végétarienne espérantiste mondiale. Il se tourna ensuite vers la politique, en fondant avec un autre espérantiste, Máire Mullarney, le parti écologiste d’Irlande en 1981 qui changea de nom en 1987 en Parti vert d'Irlande. Il était candidat du parti vert pour les élections européennes de 1984 en Irlande. En 1984 il fonda l'association des verts espérantistes (AVE), participe à la rédaction de sa revue AVENO et devient membre honoraire d'association mondiale d'espéranto.
Pendant tout ce temps il continua l'enseignement en Irlande, en étant housemaster (professeur chargé de la surveillance d'un internat) dans une école de Dublin. Il est actuellement retraité de son travail d'enseignant et s'occupe de l'organisation d'un écovillage dans une propriété qu'il a acheté en 1991 près de Tullamore.